# Wachovia
Wachovia (с англ. — «Ваковия») — одна из крупнейших банковских сетей США XX века, поглощена Wells Fargo в 2008 году.

## История
Банк основан в 1879 году в Уинстон-Сейлеме. Название происходит от латинской формы австрийского названия местности Вахау (нем. Wachau). Когда первые переселенцы из Моравии прибыли в Северную Каролину в 1753 году, они дали имя «Ваковия» земле, которую купили, потому что она напоминала им долину реки Дунай (Вахау).
На начало 2000-х годов — пятый крупнейший банк США по рыночной капитализации. Входил в список Fortune 1000, занимая по состоянию на 2006 год 58-ю позицию. Предоставлял как потребительские банковские услуги (банковское обслуживание, кредитование физических и юридических лиц, выпуск кредитных карт), так и услуги доверительного управления, инвестиционного банкинга, управления частным капиталом. Функционировал в 21 штате США и 6 странах Латинской Америки, в общей сложности открыто 40 офисов банка. В 2001 году Ваковию купил за 13.4 млрд. долларов шарлоттский First Union банк, принявшим при этом её имя.
В связи с финансовым кризисом, проявившимся в значительной степени на рынке ипотечного кредитования, банк понёс значительные потери. 10 октября 2008 года руководство банка согласилось на поглощение банком Wells Fargo, стоимость Wachovia была оценена в этой сделке в $15 млрд. Подразделение Wells Fargo оперировало под брендом Wachovia до 2011 года.

## Критика
В апреле 2011 года британская газета The Observer опубликовала сведения, согласно которым с 2004 по 2007 год банк осуществлял неправомерные переводы денежных средств из США в Мексику, уходящих на финансирование нелегального оборота наркотиков. Общая сумма средств, «прокачанных» через счета в банке мексиканскими наркобаронами, составила $378,4 млрд, при этом банк не информировал об этих операциях органы финансового контроля. В начале 2010 года банк подписал досудебное соглашение с американскими регуляторами, заплатив в обмен на снятие обвинений в содействии отмыванию денежных средств около $150 млн.